# Crystal Monsters
Crystal Monsters est un jeu vidéo de rôle développé et édité par Gameloft, sorti en 2010 sur DSiWare. Il est également sorti sur téléphone mobile uniquement au Japon sous le titre Monster Chronicles

## Accueil
- IGN : 5/10 (DSiWare)[1]
- Nintendo Life : 7/10 (DSiWare)[2]